# Saint-Erblon (Ille y Vilaine)
 Saint-Erblon  es una población y comuna francesa, situada en la región de Bretaña, departamento de Ille y Vilaine, en el distrito de Rennes y cantón de Bruz.

## Demografía
| 576 | 681 | 1108 | 1238 | 1708 | 2230 |
| Para los censos de 1962 a 1999 la población legal corresponde a la población sin duplicidades (Fuente: INSEE [Consultar]) |     |      |      |      |      |